# Paulo Villar
Paulo Villar, född 28 juli 1978, är en friidrottare från Colombia. Han deltog vid olympiska sommarspelen 2004, olympiska sommarspelen 2008 och olympiska sommarspelen 2012.